# Philippe Le Sourd
Pour les articles homonymes, voir Le Sourd (homonymie).
Philippe Le Sourd, né à Paris le 15 juillet 1963, est un directeur de la photographie français.

## Biographie
Philippe Le Sourd amorce sa carrière en tant qu'assistant du directeur de la photographie de Darius Khondji sur des films tels Beauté Volée de Bernardo Bertolucci, La Cité des enfants perdus de Jeunet et Caro ou Before the Rain de Milcho Manchevski. Il fait ses premiers pas en tant que chef opérateur sur des clips et il travaille sur de prestigieux films publicitaires, notamment avec le réalisateur et photographe Bruno Aveillan.
En 2014, il est nommé par l'académie des Oscars pour son travail sur The Grandmaster réalisé par Wong Kar-wai.
Depuis 2017, il est devenu le directeur-photo attitré de Sofia Coppola.

## Filmographie

### Longs métrages
- 1998 : Cantique de la racaille de Vincent Ravalec
- 1999 : Peut-être de Cédric Klapisch
- 2002 : La Merveilleuse Odyssée de l'idiot Toboggan de Vincent Ravalec
- 2004 : Atomik Circus, le retour de James Bataille de Didier Poiraud et Thierry Poiraud
- 2006 : Une grande année (A Good Year) de Ridley Scott
- 2008 : Sept Vies (Seven Pounds) de Gabriele Muccino
- 2013 : The Grandmaster de Wong Kar-wai
- 2017 : Les Proies (The Beguiled) de Sofia Coppola
- 2020 : On the Rocks de Sofia Coppola
- 2023 : Priscilla de Sofia Coppola

### Courts métrages
- 1996 : Forte Tête
- 1996 : Le Masseur
- 1997 : Gary Barlow: Love Won't Wait
- 1997 : Conséquences de la réalité des morts
- 1997 : Gary Barlow: So Help Me Girl
- 1998 : Noël en famille
- 2007 : Heartango
- 2007 : There's Only One Sun
- 2010 : Thunder Perfect Mind
- 2011 : Jennifer Lopez: Papi (vidéo)
- 2012 : Deja Vu
- 2014 : U2: Invisible (vidéo)
- 2015 : Madonna: Living for Love (vidéo)
- 2016 : This Day Forward
- 2019 : Dua Lipa: Swan Song (vidéo)